# Classe Komar
La classe Komar ou Projet 183R est une série de vedettes construites par l’Union soviétique dans les années 1950 et 1960. Les patrouilleurs Komar sont connus pour être les premières vedettes équipées de missiles mer-mer et les premiers navires de ce type à avoir été utilisés au combat. Ils ont en outre été largement exportés après leur remplacement en URSS par les patrouilleurs de classe Osa.

## Historique
À la fin des années 1950, la marine soviétique développe une nouvelle doctrine d’usage des forces côtières. L’élément central de celle-ci est un nouveau type de navire, la vedette lance-missiles, qui est une variation du principe du torpilleur. La classe Komar est la première incarnation du nouveau type. Produite de 1959 à 1961, elles sont ensuite remplacées par la classe Osa.
Après leur retrait du service en URSS, les bateaux sont vendus à divers pays, notamment à l’Égypte, qui est le premier pays à l’employer au combat et produit également sa propre version localement. L’un de ces bateaux égyptiens est également la première vedette lance-missiles à couler un navire, à savoir le destroyer israélien Eilat. C’est également une vedette Komar vendue au Viêt Nam qui tire en avril 1972 un missile sur des navires américains. Ce missile est intercepté par l’USS Sterett, ce qui est la première destruction d’un missile par un autre missile en situation de combat.

## Caractéristiques
Les navires de la classe Komar sont dérivés des torpilleurs de classe P-6. Les superstructures sont toutefois plus en arrière afin de maintenir l’équilibre. Les vedettes Komar mesurent 26,80 m de long et déplacent 80 t à pleine charge pour un tirant d’eau de 1,80 m. Leurs quatre moteurs Diesel développent au total 4 800 ch (3 580 kW) sur quatre arbres, ce qui leur permet d’atteindre une vitesse maximale de 40 nœuds (74 km/h). L’équipage est de onze marins.
L’armement principal est constitué de deux missiles antinavires SS-N-2A Styx ayant une portée de 46 km. Ces missiles disposant de leur propre radar, le bateau ne dispose pas de système de guidage particulier pour eux, seulement d’un radar de veille « Square Tie », d’un IFF « High-Pole-A » et d’un IFF « Dead Duck ». L’armement secondaire est formé de deux canons antiaériens jumelés de calibre 25 mm.

### Liste des utilisateurs
| Pays          | Nombre | Remarques                                        |
| ------------- | ------ | ------------------------------------------------ |
| Algérie       | 6      |                                                  |
| Chine         | 2 + 96 | Les 96 exemplaires ont été construits localement |
| Corée du Nord | 6+4    | Les 4 exemplaires ont été construits localement  |
| Cuba          | 10     |                                                  |
| Égypte        | 4+6    | Les 6 exemplaires ont été construits localement  |
| Viêt Nam      | 3      |                                                  |